# Jakob Nielsen (skådespelare)
Jakob Christian Nielsen, född 8 juni 1900, död 1 april 1979, var en dansk skådespelare.

## Rollista i urval
- 1942 – Når bønder elsker
- 1947 – Soldaten och Jenny
- 1947 – Vi rackarungar
- 1950 – Susanne
- 1951 – Det sande ansigt
- 1955 – Våldtaget land
- 1957 – Natt i Nyhavn
- 1957 – Ängel i svart
- 1960 – Förälskad i Köpenhamn
- 1961 – Stöten
- 1962 – Den kidnappade Venus
- 1963 – Vi voksne
- 1966 – Huka dej, Fred – dom laddar om!